# 群眾募資
群眾募資（英語：crowdfunding），又稱群眾集資、公眾集資、群募、公眾籌款、眾籌，是指個人或小企业通过互联网向大众筹集资金的一种集資方式。是群眾外包和替代金融（Alternative finance）的一種形式。群眾募資主要透過網際網路展示宣傳計划內容、原生設計與創意作品，並與大眾解釋通过募集资金讓此作品量產或實現的計划。支持、參與的群眾，則可藉由「購買」或「贊助」的方式，投入該計畫以實現計划、設計或夢想。在限時內達到事先設定募資的金額目標即為募資成功，開始使用募得的金錢實行計劃。
一般而言，群眾募資是透過網路上的平台連結起贊助者與提案者，用來支持包含災害重建、民間記者、競選活動、創業募資、藝術創作、自由軟體、設計發明、科學研究以及公共專案等各種活動。根據Wiki資料，全世界第一場众筹活動是1997年的英國樂團Marillion透過從廣大的群眾中募集款項，成功募集6萬6666美金，順利完成美國的巡迴演出。

## 類型
一般的群眾募資，將贊助者投入的資金視為捐贈性質，但對創業者或其他人而言，這也是良好的籌資方式，進而發展出其他類型。根据众筹的筹集目的和回报方式，可以分为商品众筹和股权众筹两大类。

### 回饋性質
基於回饋的群眾募資已用於廣泛目的，包括電影推廣、自由軟體開發、創造性專案、科學研究和公民專案，但大多數項目的資金分配不均，少數項目佔總體資金的大部分。此外，群募款項會隨著項目接近目標而增加，鼓勵所謂的「從眾效應」。研究還表明，在群募中，提案者的朋友和家人會貢獻早期募資的大部分金額，而這樣的大部資本可能會鼓勵後續贊助者投資該項目。雖然資金不依賴於地點，但觀察顯示資金主要與傳統融資方案的位置有關。在基於獎勵的群募中，贊助者往往對項目回報抱有太大希望，並且必須在不滿足回報時修改他們的預期。著名群募網站Kickstarter上有65%的資助者表示他們參與過的群募專案按時提供回饋，共有9%的專案沒能向資助者提供回饋。

### 捐贈性質
贊助者投入資金後提案者並無承諾回饋，是單純的捐贈性質眾籌。基於慈善捐贈的眾籌是個人幫助慈善事業的集體努力。在慈善眾籌中，資金用於解決環境或社會議題，也有許多關於個人的捐贈性質眾籌案例，常與傷病有關，例如在GoFundMe上發起的波士頓马拉松爆炸案伤者的100万美元眾籌项目。捐助者聚集在一起創建一個圍繞共同事業的在線社區，以幫助資助服務和計劃以解決問題。以捐贈者為基礎的主要原因是因為捐贈沒有獎勵，而不是基於利他主義心理。

### 債權性質
提案者向個人或組織募集資金，並在未來某個承諾的時點償付本金與利息。提案者必須證明自身的信用及還款能力，以取得他人信任。

### 股權性質
贊助者投入資金後，獲得組織的股權。若未來該組織營運狀況良好，價值提昇，則贊助者獲得的股權價值也相對提高。

### 軟體代幣性質
新興的方式是由項目組織方向贊助者提供基於數字或軟體的價值代幣作為對贊助者的獎勵，稱為首次代幣發行（英文Initial coin offering，簡寫ICO）。代幣由特定的開放分散網絡創建，其價值在眾包時可能存在或不存在，可能需要大量開發工作，並且在令牌生效之前最終軟件釋放並建立市場價值。雖然可以僅為代幣本身籌集資金，但基於區塊鏈的眾籌籌集的資金也可以代表股權、債券、甚至是獲資助實體的“做市商管理席位”。2016年後，ICO開始在全球流行，至少有18座網站專門提供ICO發售的消息和論壇。全球代幣性質眾包的例子包括以太坊（ETH），一個開源的區塊鏈平臺，在2014年通過首次代幣發行募集超過1700萬美元。根據中华人民共和国網際網路金融安全技術專家委員會釋出的《2017上半年國內ICO發展情況報告》，截至2017年7月18日，監測發現中國大陆已完成ICO項目65個。從融資規模來看，2017年以來，中國大陆已完成的ICO項目累計融資規模達63523.64 BTC、852753.36 ETH以及部分人民幣與其他虛擬貨幣。以2017年7月19日零點價格換算，折合人民幣總計26.16億元。累計參與人次達10.5萬。ICO又分為功能型代幣（Utility Token）和證券型代幣（Security Token），證券型代幣集資又稱為「證券型代幣發行」（英文Security Token Offerings，簡寫STO），又或稱作證券型令牌、通證等名稱，是一種由實質資產支持的代幣，通常相當於現實世界的實質資產按比率發行。

## 變化

### 訂閱集資
有別於傳統群眾募資的一次性，訂閱眾集資改採持續集資，透過由訂閱者制定時間（通常是每月）與資助門檻，訂閱者可以按照不同的資助級別而獲得相等回饋，適合持續有小型創作的內容創作者。
持續集資與一次集資最大的差別在於持續集資不應特定專案而產生，而是將集資目標設定在創作者與品牌本身，好處是讓創作者獲其粉絲支持，且也能讓創作者用更好的作品來回饋支持者。

## 虛假眾籌
有廠商將眾籌當成銷售平台，偷換眾籌概念，排擠真正需要群眾募資的人與產品。